# Кафедральный собор Уппсалы
Кафедральный собор Уппсалы (швед. Uppsala domkyrka) — главный собор Церкви Швеции, лютеранского архиедиоцеза Уппсалы, упразднённой католической архиепархии Уппсалы, национальная святыня в смешанном готическом стиле. Расположен в центре города Уппсала, Швеция. Является самым высоким собором в Северной Европе после Нидаросского собора, церкви Св. Олафа и церкви Св. Марии в Гданьске, и самым большим собором в Скандинавии. Высота собора 118,7 метров.
Каждый год более полумиллиона человек посещает Уппсальский собор в поисках тишины или приходит на богослужения, послушать концерт или просто насладиться красотой исторического памятника архитектуры. Среди церковных ценностей святыня: позолоченная рака с мощами Святого Эрика. Северная Башня сегодня Музей церковного текстиля. В южном портале выставлены каменные фигуры XIV века и младше.

## Строительство и история
Строительство собора началось в 1287 году и продолжалось около 150 лет. Только в 1435 году состоялось открытие храма. Собор был посвящён нескольким святым: Св. Лаврентию, наиболее почитаемому в средневековой Швеции, Св. Эрику, покровителю Стокгольма и Св. Олафу, покровителю Норвегии. До 1 августа 1557 года являлся кафедральным собором католической архиепархии Уппсалы, которая после смерти последнего католического архиепископа Олафа Магнуса была упразднена Святым Престолом.
В 1702 году Кафедральный собор сильно пострадал во время пожара. После реконструкции высокие башни были заменены на маленькие, а купола отстроены в стиле барокко. В 1885—1893 годах прошла вторая реставрация, после которой здание приобрело готический вид. Оригинальный средневековый стиль собора сохранился лишь в виде кирпичных стен. Внутренний интерьер также перестроен в неоготическом стиле.

## Место погребения
В соборе захоронены Густав I Васа, Юхан III, Карл Линней, Натан Сёдерблюм, Эрик IX Святой, Магнус Стенбок.

## Галерея
- Вид с воздуха
- Внешний вид
- Вид передней части собора
- Входной портал
- Interior view
- Могила Святого Эрика
- Крипта Эммануэля Сведенборга
- Могила Густава Васы и двух его жен